# فرودگاه اشکاشم
فرودگاه اشکاشم (انگلیسی: Eshkashem Airport) یک فرودگاه عمومی در نزدیکی اشکاشم، بدخشان، افغانستان است.